# ロブラボ
株式会社ロブラボ（英: Roblabo）は、Robloxでプレイヤーと企業を結ぶ、ハブの構築を目的として設立された日本の株式会社である。2022年10月3日設立。Roblox内における、企業のRoblox Studioを使用したワールド作成などを請け負っている。

## 沿革
- 2022年10月 - 創業。
- 同年 - YouTuberのちろぴのとのコラボゲームを制作。[3]
- 同年 - テレビ朝日の番組である新世界 メタバースTV!!とコラボし、Robloxでコラボゲームを複数制作している。[4]
- 同年12月 - オープンハウスグループと合同で、「オープンハウス presents ロブコン」開催。[5]
- 2023年8月　- 毎日放送とモンドリアンからなるMCA2023と合同で「MCA2023 ロブコン」開催。
- 同年 - タカラトミーの協力の下、「BEYBLADE X クリエイターコンテスト」開催。
- 2024年 - 著名インフルエンサー向けにオリジナルのアバターアイテム「オンリーワンアイテム」の提供を開始。。

## オンリーワンアイテム
2024年から、これまでYouTuberや開発者を装ったなりすましによる詐欺や迷惑行為の対策として、他のプレイヤーと区別できるアバターアイテム「Roblox オンリーワンアイテム」のサービスの提供を開始した。アイテムは全て、各インフルエンサーモチーフのものとなっている。